# Роберт Еванс (астроном)
Роберт Оуен Еванс (англ. Robert Owen Evans; 20 лютого 1937, Сідней— 8 листопада 2022, Спрінгвуд) — австралійський астроном-аматор, служитель Об'єднаної церкви в Хейзелбруку, орденоносець Ордену Австралії (ОАМ) за внесок у науку, голова Комітету з пошуку наднових (AAVSO). Рекордсмен за кількістю візуальних відкриттів наднових, 42 візуальних відкриттів.

## Життєпис
Народився Роберт Еванс 20 лютого 1937 року в місті Сідней, Австралія, у релігійній сім'ї. Батько був ботаніком та мав дуже скромне уявлення про сузір'я та зорі, здобувши деякі знання під час скаутингу. Проте почав знайомити сина з цими речами, ще в початковій школі. З цього часу Роберт розпочав захоплюватися астрономією.
Я пам'ятаю, як він підняв мене рано вранці та вивіз мене верхи на своїх плечах перед нашим будинком, щоб я міг побачити Меркурій на сході, над вогнями міста. Це було в середині 1940-х років, коли міське освітлення не було проблемою.
Старший брат працював лікарем-оптометристом, підтримуючи інтерес брата, змайстрував йому телескоп із окулярної лінзи, окуляра мікроскопа та кількох рулонів паперу, коли Роберт навчався в старшій школі.
Це було єдине, що я мав— воно було трохи краще, ніж неозброєним оком, але не дуже. І це мене зацікавило. 
Після закінчення школи Роберт придбав інші телескопи. Спочатку предметом його цікавості були кульові та зоряні скупчення, подвійні зорі. Через кілька років він зацікавився галактиками та пошуком наднових. Пошук він здійснював за допомогою п'яти дюймового телескопа, який повинен був тримати в руках, сидячи на даху свого будинку. Його цікавість до наднових була зумовлена невеликою кількістю їх знахідок, а саме 50-60 наднових (до 1951 року). Нестача знань про подібні об'єкти змусили його збирати власноруч копіювати інформацію, знайдену на цю тему в Сіднейській обсерваторії, бо копіювальних апаратів тоді не існувало.
Першим місцем роботи для Роберта став один з книжкових магазинів Сіднея, що мав невелику секцію астрономії. Саме в цьому місці Еванс познайомився з публікаціями Цвіккі та Пейн-Гапошкіної, які містили списки наднових зорей. Протягом цих років Роберт Еванс був членом єдиного астрономічного клубу в Сіднейській обсерваторії, там він познайомився з іншими астрономами-аматорами. Ще однією публікацією, яка допомогла йому знайти південні галактики, їхні описи та фотографії, стала робота Жерар де Вокулера «Survey of Bright Galaxies south of -35 degrees».
У 1959 році Роберт Еванс готується вступити до методистського служіння в центрі Сіднея, у вільний час не забуваючи спостерігати за галактиками. Отримавши роботу в парафії Роберт зміг придбати більше дзеркало для телескопу. Після декількох років навчання, у 1964 році він одружується, протягом наступних 4-х років в подружжя народилися дві доньки.
У 1969 астроном із сім'єю переїжджає до Ньюкасла, де народилися ще 2 його доньки. Того ж року астроном починає активно розробляти власну програму спостережень за надновими, стикаючись з багатьма проблемами, зокрема нестачею фотографій південних галактик та відсутність команди перевірки підозрілих зорей. Через недостатньо хороше обладнання проект не мав успіху. Згодом сім'я переїжджала до міст Літона й Макліна.
У 1979 році Гас Джонсон знайшов наднову в галактиці NGC 4321 (Мессьє 100). Це заохотило Роберта долучитися до астрономічного клубу в Брісбені та познайомитися з Ґреґом Томпсоном та Артуром Пейджем, які допомогли йому досягти перших успіхів. Й у 1893 році Роберт Еванс знайшов свою першу наднову SN 1983G у галактиці NGC 4753, згодом ще дві: SN 1983N у галактиці NGC 5236 (Мессьє 83) та SN 1983S у галактиці NGC 1448. Цього ж року він здійснив свою першу астрономічну подорож за кордон, щоб отримати нагороду від AAVSO.
У 1984 році Роберт Еванс поставив власний рекорд зі спостереження за галактиками (570 галактик за 10 годин). Наступного року він із сім'єю переїжджає до містечка Хейзелбрук. У 1985 році отримує запрошення на Генеральну асамблею IAU, що справила на нього гарне враження. На цій зустрічі він отримав пропозицію співпрацювати з Сідні Ван Ден Бергом, щоб отримати оцінку того, як часто наднові зорі з'являються в середніх галактиках різних типів. У 1988 році відбулася його друга «астрономічна» поїздка до Сполучених Штатів. Через 5 років він з сім'єю відвідав Нову Зеландію, адже його запросили виступити доповідачем на першій об'єднаній зустрічі Астрономічного товариства Австралії та Королівського астрономічного товариства Нової Зеландії. Згодом сім'я переїхала до міста Кунабарабран.
Вийшовши на пенсію в 1998 році, не полишав спостереження та почав досліджувати тему євангельських відроджень в Австралії. У 2005 році Еванс залишив посаду голови Комітету з пошуку наднових AAVSO після двох десятиліть роботи на цій посаді. Помер астроном 8 листопада 2022 року, залишивши по собі велику кількість астрономічних відкриттів і літератури.

## Пошук наднових
Еванс почав пошук наднових приблизно в 1955 році, але його перший відповідний інструмент, 10-дюймовий (0,25 м) ньютонівський телескоп, був зібраний лише приблизно в 1968 році. Він зробив своє перше офіційне відкриття наднових у 1981 році та знайшов ще дев'ять перед початком використанням кращого обладнання. Живучи в Кунабарабрані, Новий Південний Уельс, він використовував власний 16-дюймовий (0,4 м) телескоп. З початку 1995 до середини 1997 року він також мав обмежений доступ до 40-дюймового (1,0 м) телескопа Сайдінг-Спрінг в обсерваторії Сайдінг-Спрінг (йому було виділено близько 110 ночей, половина з яких була придатна для спостереження), що призвело до приблизно 10 000 спостережень за галактиками, ще трьох візуальних відкриттів наднових і ще чотирьох наднових, помічених на фотографіях, зроблених в обсерваторії.
До 2001 року він зробив 33 візуальних відкриття, а до кінця 2005 року, не зважаючи на зростаючу конкуренцію з боку автоматизованих телескопів, загальна кількість уже зросла до 40 візуальних відкриттів наднових плюс одна комета. У 2005 році Еванс покладався майже виключно на свій 31-сантиметровий Добсоніан. Він повідомив про 6814 спостережень за галактиками протягом 107 годин і 30 хвилин, розподілених протягом 77 ночей. За цей час він знайшов чотири наднові; три вже були відкриті іншими, четвертою була SN 2005df, яка стала третім відкриттям наднової Еванса в NGC 1559 (після SN 1984J і SN 1986L) і його 40-м візуальним відкриттям.
В інтерв'ю Еванс повідомив, що він міг «спостерігати 50 галактик на годину, коли вони були розкидані по небу, і 120 галактик на годину в Діві». Лише в 1990-х роках почали використовувати автоматизовані телескопи, які забезпечували порівнянну швидкість, як-от автоматичний телескоп Кацмана. Наднова 1983N, помічена Евансом у 1983 році в галактиці M83 задовго до того, як вона досягла свого піку, виявилася першим відкриттям нового типу наднової, пізніше названої типом Ib.
Вийшовши на пенсію, він продовжив свої пошуки наднових, використовуючи 12-дюймовий (0,3 м) рефлекторний телескоп зі свого заднього ганку. Громіздкий 16-дюймовий (4,10м) телескоп вийшов з ужитку, оскільки його будинок у Хейзелбруку не вміщував постійну установку на задньому дворі.

## Дослідження євангельських відроджень
Роберт Еванс походив з написав і опублікував книги з історії євангелізації в 19-му і 20-му століттях під назвою «Дослідження євангельських відроджень», де досліджується природа та наслідки багатьох євангельських відроджень в Австралії, Новій Зеландії та США. У інших книгах, що присвячені цій темі, він висвітлював філософію світогляду, що об'єднує євангельську протестантську теологію; вирішення проблеми віри та розуму, етичні та ціннісні теорії; історію основних рухів євангельського відродження; історії інших євангелістів; опис рухів Святого Духа в Австралії та опис основних євангельських відроджень.

## Список відкриттів

### Візуальні відкриття

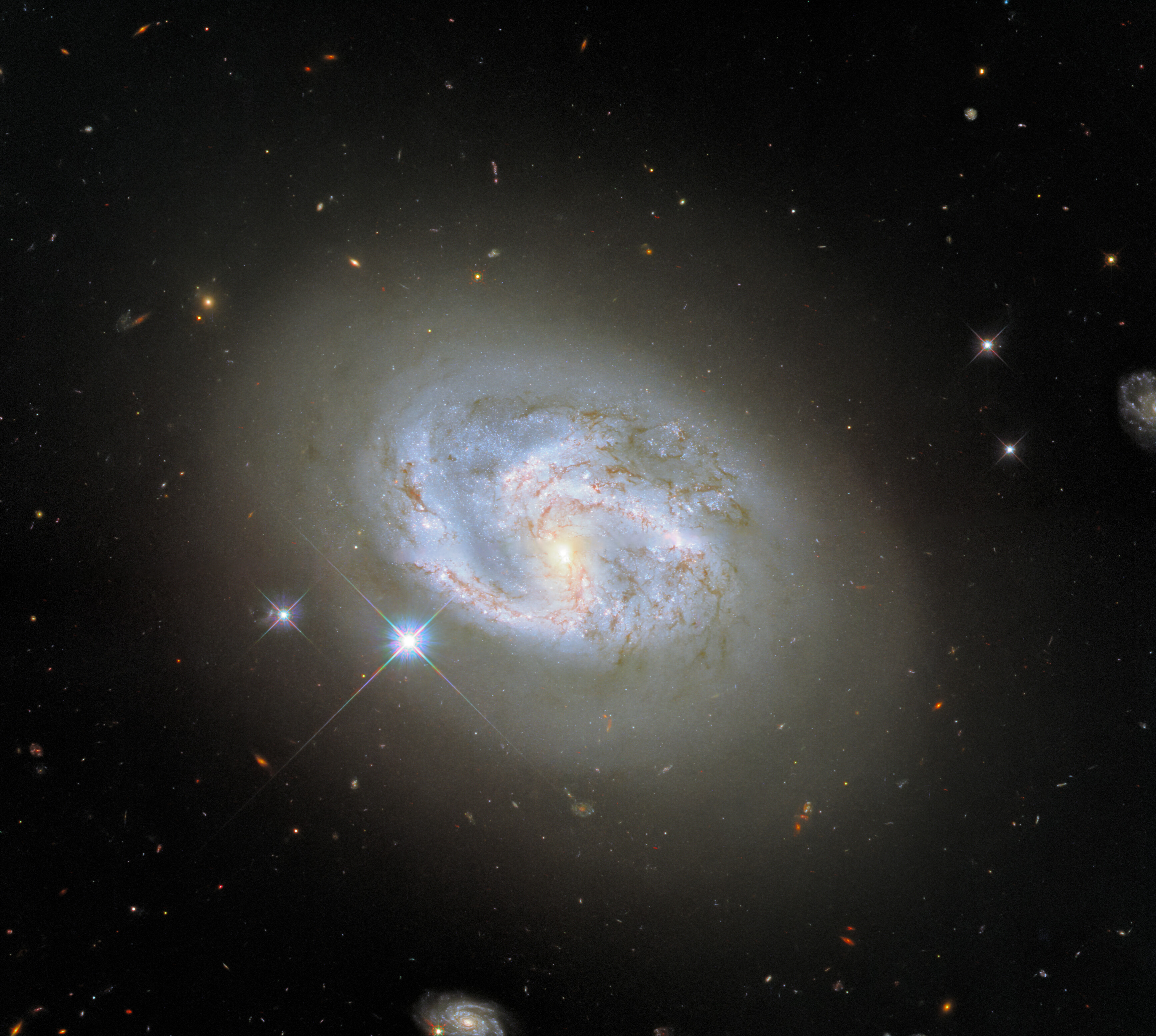
Галактика NGC4680, місце розміщення наднової SN 1997bp тип Іа

SN 1981A в NGC 1532. 24 лютого 1981. Тип ІІ.
SN 1981D в NGC 1316. 9 березня 1981. Тип Іa.
SN 1983G в NGC 4753. Тип Іa.
SN 1983N в NGC 5236. (M83.) Прототип типу Іb.
SN 1983S в NGC 1448. Тип ІІ.
SN 1983V в NGC 1365. Тип Іc.
SN 1984E в NGC 3169. Тип ІІ.
SN 1984J в NGC 1559. Тип ІІ.
SN 1984L в NGC 991. Прототип типу Іb.
SN 1984N в NGC 7184. Тип І.
SN 1985P в NGC 1433. Тип ІІ.
SN 1986A в NGC 3367. Тип Іa.
SN 1986G в NGC 5128. (Cen A.) Тип Іa.
SN 1986L в NGC 1559. Тип ІІ.
SN 1987B в NGC 5850. Тип ІІ.
SN 1987N в NGC 7606. Тип Іa.

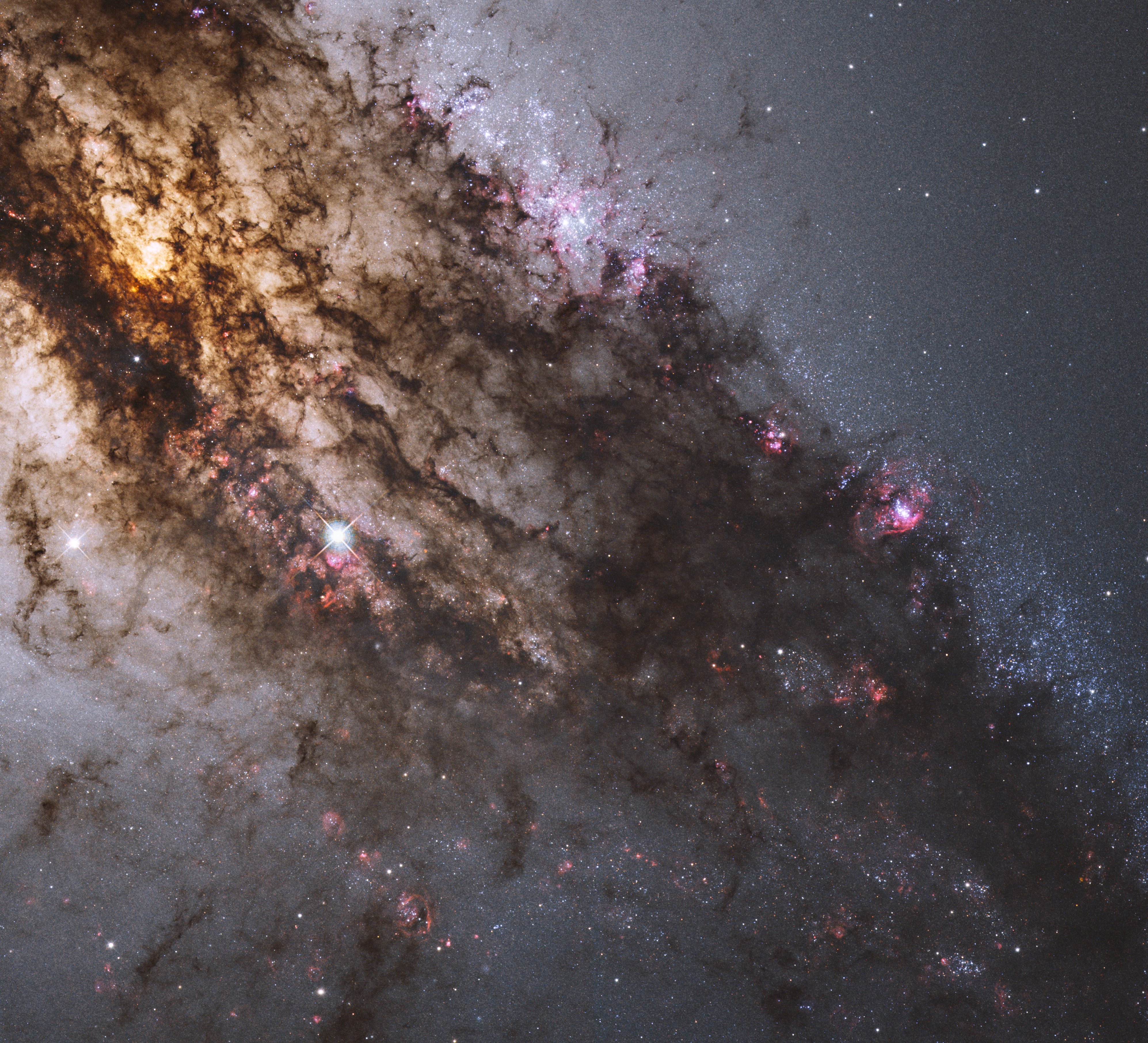
Галактика NGC 5128 (Центавр А), місце розташування наднової SN 1986G тип Іа

SN 1988A в NGC 4579. (M58.) Тип ІІ.
SN 1989B в NGC 3627. (M66.) Тип Іa.
SN 1990K в NGC 150. Тип ІІ.
SN 1990M в NGC 5493. Тип Іa.
SN 1990W в NGC 6221. Тип Іc.
SN 1991T в NGC 4527. Тип Іa.
SN 1991X в NGC 4902. Тип Іa.
SN 1992ad у NGC 4411b. Тип ІІ.
SN 1992ba в NGC 2082. Тип ІІ.
SN 1993L в IC 5270. Тип Іa.
SN 1995G в NGC 1643. Тип ІІ.
SN 1995V в NGC 1087. Тип ІІ.
SN 1995ad в NGC 2139. Тип ІІ
SN 1996X в NGC 5061. Тип 1a.
SN 1996al в NGC 7689. Тип ІІ.
SN 1997bp в NGC 4680. Тип Іa.
SN 2000cj в NGC 6753. Тип Іa.
SN 2001du в NGC 1365. Тип ІІ.
SN 2001ig в NGC 7424. Тип ІІb.
SN 2003B в NGC 1097. Тип ІІ.
SN 2003gd в NGC 628 (M74.) Тип ІІ.
SN 2003gs в NGC 936 типу Іa.
SN 2003hn в NGC 1448 типу ІІ.
SN 2005df в NGC 1559 типу Іa.
SN 2007it в NGC 5530 типу ІІ.

### Фотографічні відкриття наднових зорей на плівках
SN 1988ai в ESO 293g34. (знайдено в 2002 році.)
SN 1996A. анонімна галактика. Тип ІІ.
SN 1996O. MCG +03- 41- 115. Тип Іa.
SN 1996ad. анонімна галактика.
SN 1996as. анонімна галактика. Тип ІІ.

### Інші відкриття
Неперіодична комета Еванса Дрінкуотера, 1996J1.

## Нагороди
- У 1985 році разом з Греггом Томпсоном він отримав нагороду за досягнення любителів Тихоокеанського астрономічного товариства за спостереження наднових зорей.
- У 1986 році він отримав премію Береніс і Артур Пейдж від Астрономічного товариства Австралії за візуальні відкриття наднових[10].
- Американська асоціація спостерігачів змінних зір п'ятнадцять разів присуджувала йому нагороду Nova/Supernova[11].
- Він був нагороджений медаллю сторіччя Французького астрономічного товариства[12].
- Він був почесним членом Королівського астрономічного товариства Канади[12] .
- У 1988 році він отримав медаль Ордена Австралії (OAM) за внесок у науку[13][14].
- У 1996 році Астрономічне товариство Нового Південного Уельсу нагородило Еванса найпрестижнішою нагородою — медаллю Макнівена.

## Творчість
- Роберт Еванс (1993). An Evangelical World-View Philosophy
- Роберт Еванс (Зібрано та відредаговано 1996, 2007). An Outline History of Evangelical Revivals in the Pacific Islands and in Papua New Guinea
- Роберт Еванс & Рой Маккензі (1999). Evangelical Revivals in New Zealand
- Роберт Еванс(2000, 2007). Early Evangelical Revivals in Australia (2-ге видання)
- Роберт Еванс (2005). Evangelism and Revivals in Australia, 1880 to 1914 (перший том)
- Роберт Еванс (2005). Fire From Heaven: A Description and Analysis of the Revivals of the 'Burned-Over District' of Upstate New York, 1800—1840, and Spiritual Deceptions
- Роберт Еванс (2007). Emilia Baeyertz— Evangelist: Her Career in Australia and Great Britain
- Роберт Еванс (2007). Thomas Cook— British Evangelist in Australia and New Zealand in 1894 and 1895
- Роберт Еванс (2010). Evangelisation Society of Australasia 1883 to 1918
- Роберт Еванс (2011). Evangelisation Society of Australasia 1919 to 1945
- Роберт Еванс & Рой Маккензі (2012). Duncan Wright— Evangelist in New Zealand
- Роберт Еванс (2014). Sister Francis as an Evangelist
- Роберт Еванс (2014). The Later Ministry of Dr. J. Edwin Orr
- Роберт Еванс (2014). The Spiritual Impact of the Religious Tract Society
- Роберт Еванс (2014). The Truth about Jedediah Burchard?
- Роберт Еванс (2015). The American Evangelical Philosophy of Civilization 1735 to 1905